# Casa del Gremi dels Sabaters
La Casa del Gremi dels Sabaters és un edifici situat a la plaça de Sant Felip Neri de Barcelona, catalogat com a bé cultural d'interès local. Entre 1970 i 2015 va ser la seu del Museu del Calçat.

## Història
Construïda el 1565, originalment era situat al carrer de la Corríbia, davant de les escales del pla de la Seu, i el 1740 va ser reformat amb la remunta d'un pis (hi ha evidències que les gàrgoles eren a l'alçada del primer pis i no al segon) i la transformació de les finestres en balcons. L'obertura de l'avinguda de la Catedral el 1943 va motivar-ne i l'enderrocament, i el 1950 la façana va ser reconstruïda a l'actual emplaçament, aprofitant el solar d'unes cases ensorrades pels bombardejos de la Guerra Civil.

## Descripció
Consta de planta baixa, principal i dos pisos. La façana principal està formada per tres composicions ben diferenciades, fet provocat pel trasllat des d'una parcel·la que no era ni de forma ni de dimensions equivalents, i també resulta peculiar les diferències d'alçada de les cobertes i dels propis forjats. Aquests indicadors demostren la utilització de més d'una façana original traslladada per tal d'omplir tota l'amplada d'aquesta banda de la plaça. Aquest fet argumenta el perquè la façana principal original està al costat d'una altra que podria ser la posterior del mateix edifici original. La composició de la dreta està equilibrada en dos eixos verticals de portals i balconeres amb grans obertures i un balcó corregut en la planta primera. Es diferencia de les altres per la densitat de buits respecte del ple i per la seva profusió de decoracions i baixos relleus; garlandes, medallons, brucanis, símbols i motllures. La composició del mig disposa d'obertures molt reduïdes i està mancada de decoracions, cosa que fa pensar que era la façana posterior de l'edifici original. La tercera composició situada a l'esquerra és d'origen diferent, ja que ve d'un altre edifici també traslladat. Aquesta composició és d'un únic eix vertical i inclou una arcada de senzilles dovelles de pedra sense cap altre decoració i dues obertures, una a cada planta amb llindes i emmarcaments decorats amb motllures renaixentistes.
La coberta es divideix en tres parts, que corresponen exactament a les tres composicions de la façana. Disposa d'una coberta de doble vessant amb ràfec de teula en la part central i coberta plana amb terrat als laterals. Aquesta disposició de teulades queda reflectida en el coronaments que és de ràfec en la part central i de cornisa motllurada en les laterals. La part de l'esquerra disposa de tres gàrgoles de pedra formalitzades en tres figures d'inspiració mitològica.
La totalitat de la façana és d'obra de fàbrica de carreus de pedra creant un pla texturat des d'on destaca tot el treball escultòric en pedra de la part esquerra. L'arcada que comunica la plaça amb l'estret carrer de Montjuïc del Bisbe, on aquest edifici també disposa d'un portal d'accés, correspon a l'antiga casa del Gremi dels Calderers, reconstruïda al costat d'aquesta.
L'estil es pot identificar com renaixentista, atenent al rigor de la composició geomètrica de les obertures de cada part de la façana. De totes maneres la profusió de complexes detalls simbòlics de pedra acompanyant les obertures de la façana és un signe de que l'estètica decorativa del gòtic català encara perdura en aquesta façana. Com a detalls esculpits destaquen les llindes decorades amb interessants grotescos i les motllures d'inspiració serliana. L'escut amb el lleó de sant Marc, patró del gremi, les sabates orlades i les eines de l'ofici indiquen la funció que correspongué a l'edifici. Les baranes són de forja, d'època moderna i sense cap interès a destacar.